# Ákra Ágios Kosmás
Ákra Ágios Kosmás är en udde i Grekland.   Den ligger i prefekturen Nomós Attikís och regionen Attika, i den sydöstra delen av landet, 9 km söder om huvudstaden Aten.
Terrängen inåt land är platt åt nordväst, men österut är den kuperad. Havet är nära Ákra Ágios Kosmás åt sydväst. Runt Ákra Ágios Kosmás är det mycket tätbefolkat, med 2 915 invånare per kvadratkilometer. Närmaste större samhälle är Aten, 9,3 km norr om Ákra Ágios Kosmás. 